# Guanta
Guanta é uma cidade venezuelana localizada no noroeste do Anzoátegui a oriente no país. Possui uma população de cerca de 30.000 habitantes. É a capital do município homónimo de Guanta e faz parte da área metropolitana de Anzoátegui juntamente com as cidades de Barcelona, Lechería e Puerto La Cruz. Apresenta uma temperatura média anual de 32°C.